# 175P/Hergenrother
175P/Hergenrother, nota anche come cometa Hergenrother 2, è una cometa periodica appartenente alla famiglia delle comete gioviane. È la seconda cometa periodica scoperta dall'astronomo statunitense Carl W. Hergenrother. È stata scoperta il 4 febbraio 2000 ma già al momento dell'annuncio della sua scoperta erano state scoperte immagini di prescoperta risalenti al 4 gennaio 2000.